# Lâu đài Kórnik

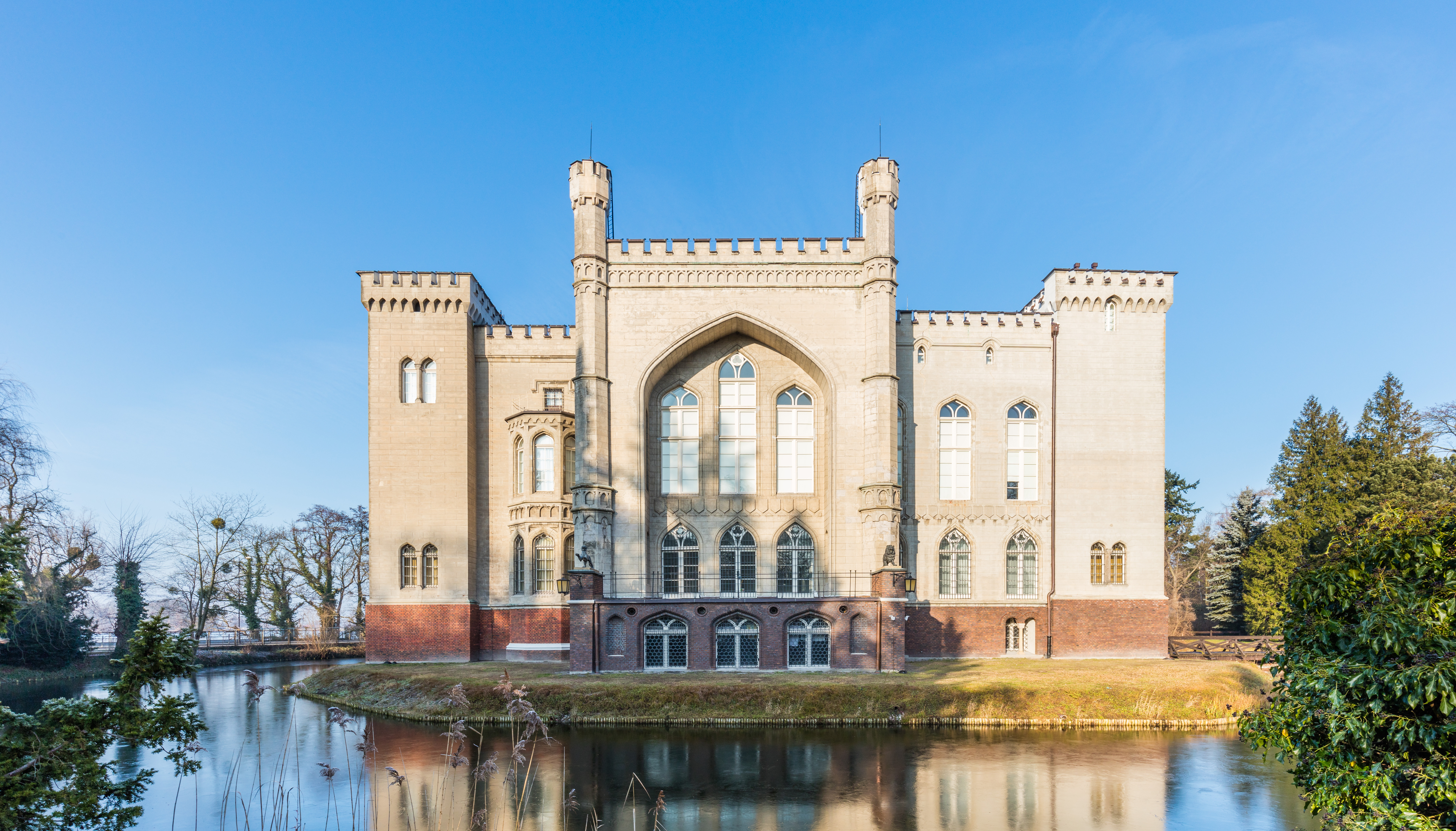
Lâu đài Kórnik.

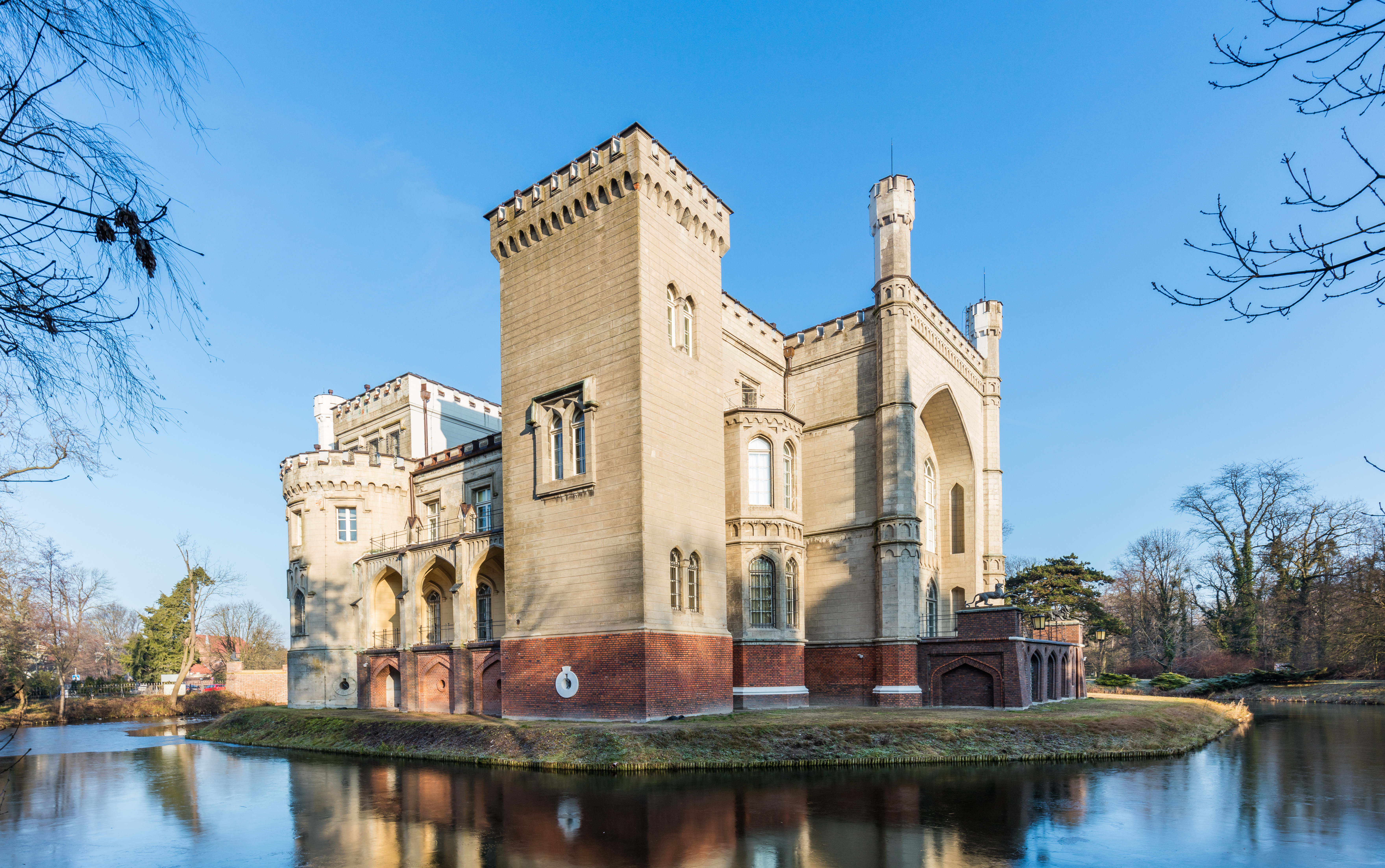
Góc khác nhau.

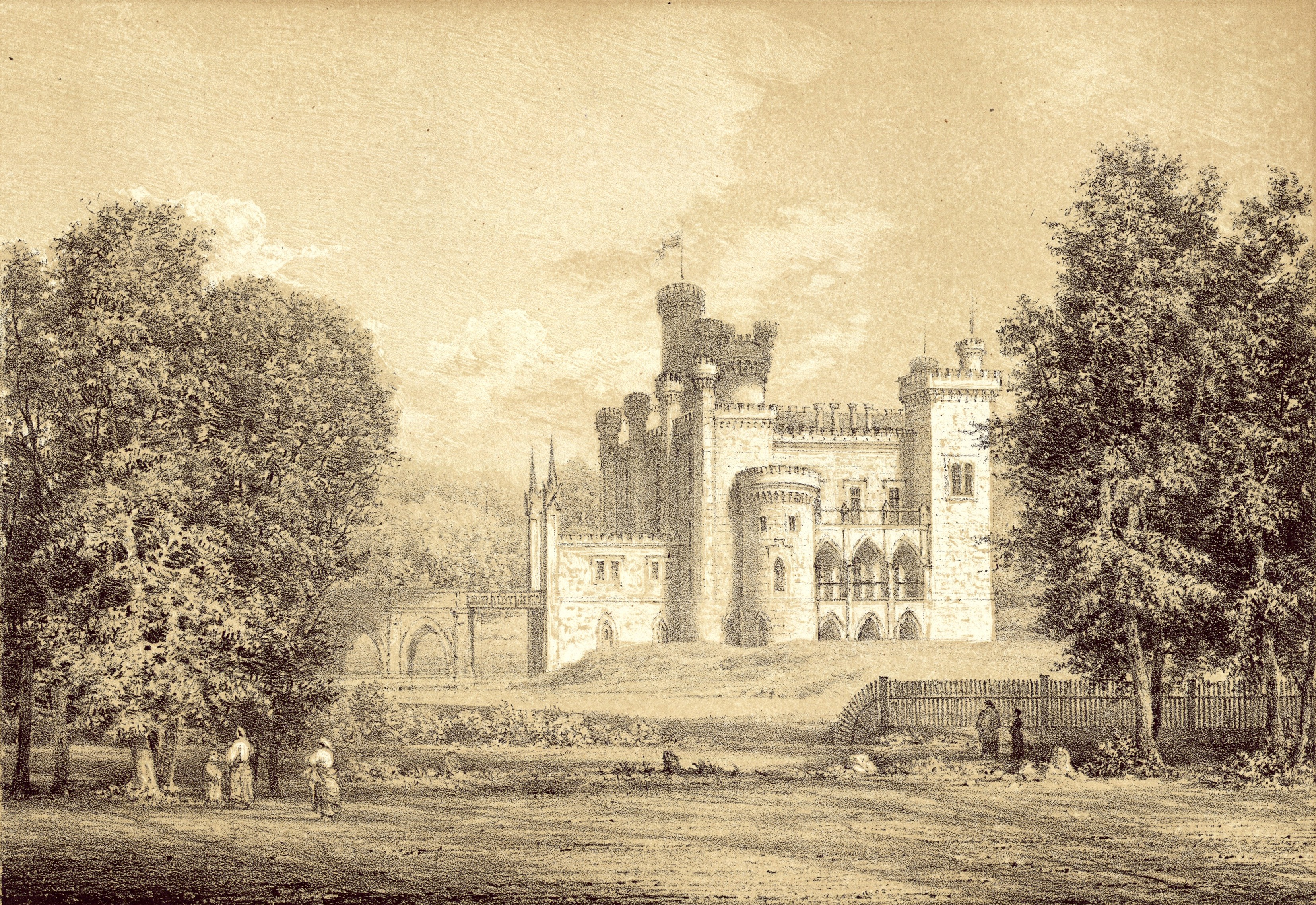
Lâu đài Działyński ở Kórnik, bởi Napoleon Orda.

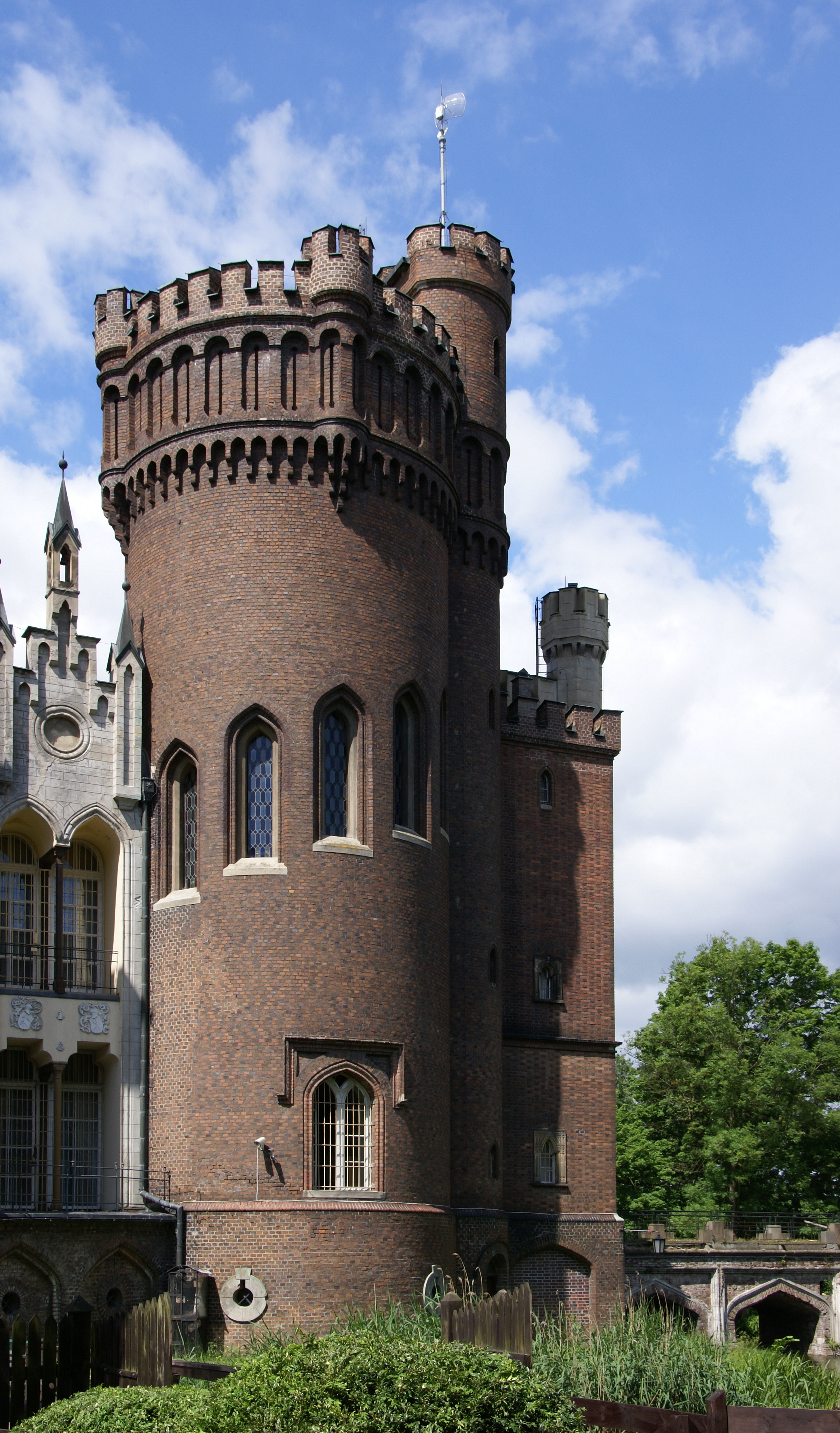
Tháp Phục hưng Gô tích của lâu đài gothic.

Lâu đài Kórnik (tiếng Ba Lan: Zamek w Kórniku hoặc Zamek Kórnicki) là một lâu đài ở thị trấn Kórnik của Ba Lan, được xây dựng vào thế kỷ 14. Thiết kế tân cổ điển hiện tại và quá trình tu sửa được thực hiện vào năm 1855 bởi kiến trúc sư Karl Friedrich Schinkel cho Tytus Działyński và con trai Jan Kanty Działyński. Sau khi thành viên cuối cùng của gia đình Działyński Jan Kanty Działyński qua đời, anh rể của ông, bá tước Władysław Zamoyski đã nhận được lâu đài theo di chúc của Jan. Một thời gian ngắn trước khi ông qua đời vào năm 1924, bá tước không có người thừa kế đã điều khiển lâu đài, cùng với một bộ sưu tập nghệ thuật phong phú và Vườn ươm Kórnik cho nhà nước Ba Lan.
Lâu đài hiện đang có một bảo tàng và Thư viện Kórnik. Đây là một trong những Di tích Lịch sử quốc gia chính thức của Ba Lan (Pomnik historii), được công nhận ngày 11 tháng 7 năm 2011 và được theo dõi bởi Ủy ban Di sản Quốc gia Ba Lan.

## Ngoại thất của lâu đài
Diện mạo hiện tại của lâu đài giống như kiến trúc Phục hưng Gothic, một trong những phong cách lịch sử phổ biến trong thế kỷ 19. Lối vào chính của lâu đài nằm ở phía bắc. Đặc điểm đặc trưng của nó là một vòm bốn tâm ở trên cùng của cửa sổ phía trên lối vào. Cho đến thời kỳ giữa hai cuộc chiến tranh, lâu đài đã được truy cập vào thông qua cái gọi là babiniec - một thành lũy- buồng hình chữ mà sau đó đã bị phá hủy trong những năm 1925-1939.
Phía tây của lâu đài có một sân thượng mở rộng nhìn thẳng ra Hồ Kórnik. Phía nam bị chi phối bởi một vòm chaitya, có lẽ được mô phỏng theo Cung điện Hoàng gia ở Brighton và gián tiếp trên kiến trúc Hồi giáo của Ấn Độ. Ở phía đông, có một tòa tháp Phục hưng Gô tích với mặt tiền bằng gạch màu đỏ tương phản rõ ràng với phần còn lại của lâu đài. Tòa tháp được dựng lên trong quá trình tu sửa lại lâu đài bởi Tytus Działyński.
Cũng gần lối vào của Lâu đài Kórnik, có những nhà phụ lịch sử và một nhà xe ngựa.
Lâu đài được bao quanh bởi Vườn ươm Kórnik do Bá tước Tytus Działyński sáng lập vào nửa đầu thế kỷ 19 - vườn ươm lâu đời nhất và lớn nhất ở Ba Lan cũng như là vườn ươm lớn thứ tư ở châu Âu bao gồm khoảng 40 hecta và chứa hơn 3300 taxa cây và cây bụi.

## Nội thất của lâu đài
Lâu đài hiện bao gồm Thư viện Kórnik và một bảo tàng trưng bày nhiều đồ vật độc đáo bao gồm đồ nội thất lịch sử, tranh Ukraine và châu Âu, tác phẩm điêu khắc, bộ sưu tập đồ cổ quân sự, và đồ vật bằng sứ và nghệ thuật bằng bạc. Phòng ấn tượng nhất của nơi cư trú là Phòng Moor, được lấy cảm hứng từ Tòa án của Sư tử ở Alhambra, Tây Ban Nha. Ban đầu nó được dành cho một thư viện nhưng sau đó nó trở thành một phòng bảo tàng với các tác phẩm nghệ thuật quốc gia. Trong căn phòng bên dưới tòa tháp, có các bộ sưu tập dân tộc học và tự nhiên được trưng bày từ Úc và Châu Đại Dương do Bá tước Władysław Zamoyski mang đến.